# Цукудані
Цукудані (яп. 佃煮) — це японська страва, з морепродуктів, м'яса чи водоростей, що були приготовані на повільному вогні в соєвому соусі та мірині з цукром. Назва походить від острова Цукудажіма (тепер це район Чюо, Токіо), де страва була приготована вперше. Традиційно приготоване цукудані може зберігатися протягом певного часу, тому ця страва користувалася популярністю в якості гарніру від періоду Едо.

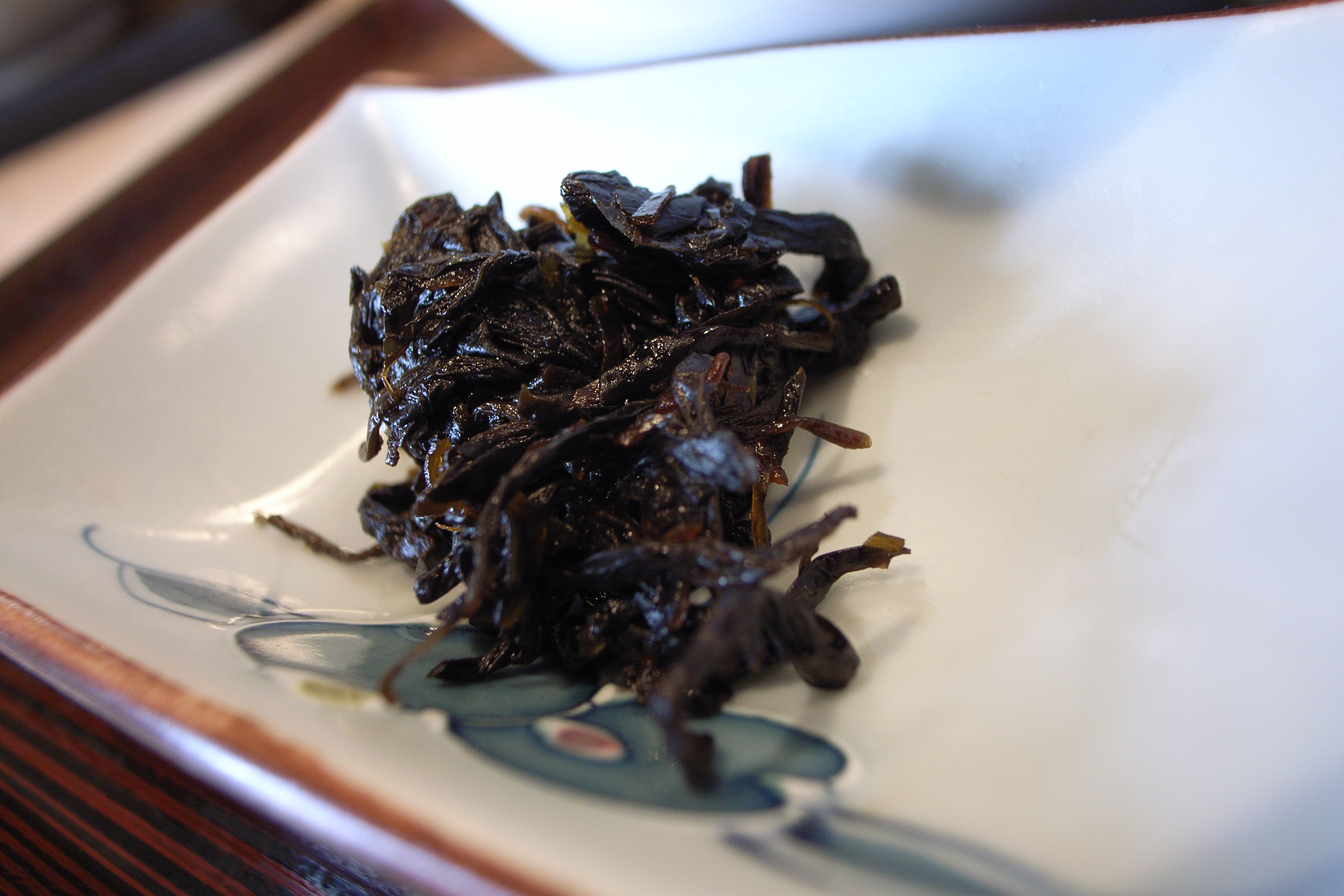
Цукудані, виготовлене з комбу

Для цукудані можна використати рибу чи молюски, водорості комбу або вакаме, овочі чи гриби шіїтаке. Окрім соєвого соусу та мірину можна додати рисовий оцет, імбир, японський перець тощо. Зазвичай його їдять з рисом, приготованим на пару, оскільки смак цукудані дуже інтенсивний (приблизно 1 ст. ложка на одну миску рису); також може подаватися з очадзуке, онігірі або як супровід до саке. Готове цукудані подають охолодженим із холодильника, де воно набуває желатинової текстури.

## Історія
Цукудані було створено близько 400 років тому протягом періоду Едо (1603-1868). Протягом періоду Сенгоку (1467-1573), до початку періоду Едо, рибаки з селища Цукуда (Осака) допомогли втекти армії Токуґава, яка переслідувалася ворогами. Тоді, селяни допомогли армії поділившись їх їжею (дрібною рибою, що могла зберігатися протягом тривалого часу). Вважають, що ця їжа була першим цукудані.
Пізніше, сьоґун Ієясу Токуґава дозволив рибалкам Цукуди жити в Едо (Токіо), а також надав їм особливі права, такі як можливість постачати їжу в замок Едо та будинки самураїв. Тоді цукудані перетворюється на продукт високого класу. Першопочатково, приготування цукудані було простішим — це були приготовані на повільному вогні з сіллю та висушені мала риба та молюски. Однак з часом рецепт змінювався, почали додавати соєвий соус та інші інгредієнти.
З періоду Мейдзі (1868-1912) попит на цукудані як продукт для військових пайків та надзвичайних ситуацій зростав завдяки його здатності до зберігання та високій харчовій цінності. В результаті масове виробництво значно прогресувало, і поширилося по Японії.
Сьогодні, це популярна їжа, яку готують використовуючи різні інгредієнти.

## Місцеві варіації
- Асарі но цукудані готується з молюску Venerupis philippinarum у префектурі Чіба.
- Іканаго но кукіні (い か な ご の く ぎ 煮) готується з риби роду піщанкові у префектурі Хью.
- Інаго но цукудані готується з сарани у префектурі Фукусіма та префектурі Нагано.
- Зазамуші цукудані (ざざむしの佃煮) готується з личинок комах ряду веснянок і волохокрильці у Іна, Нагано.

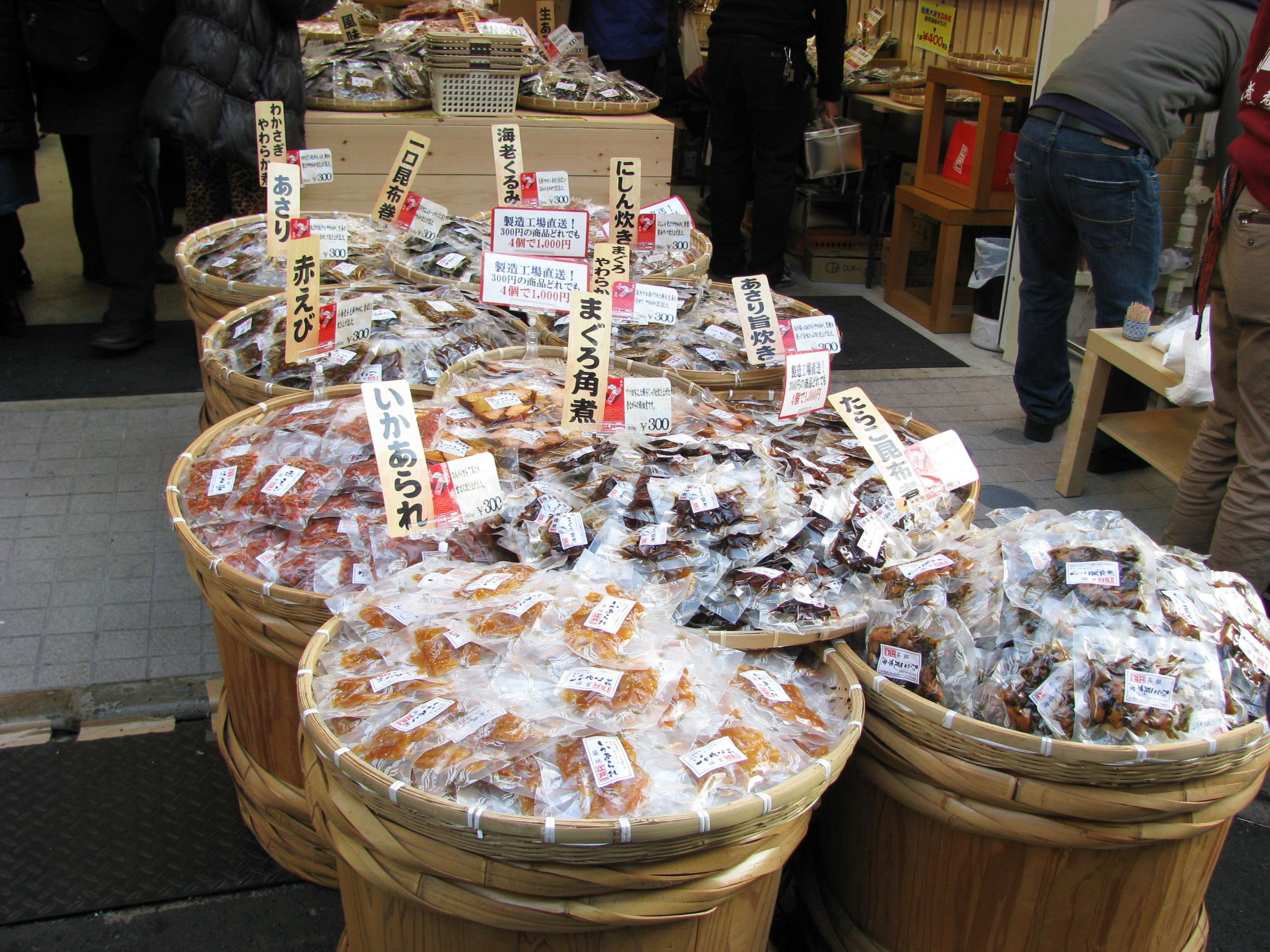
Цукудані на прилавку в районі Чюо, Токіо
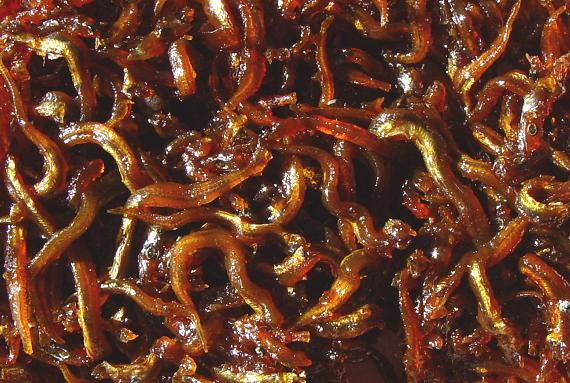
Іканаго но кукіні
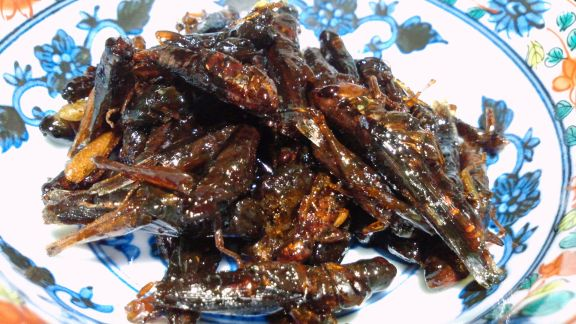
Інаго но цукудані